# مطار بتروبافل
مطار بتروبافل (بالروسية: аэропорт Петропавловск) (إياتا: PPK – ايكاو: UACP هو مطار يخدم مدينة بتروبافل في كازاخستان ويبعد 11 كم من الجنوب الشرقي للمدينة.

## شركات الطيران
| شركـات طيـران   | الوجهات                                |
| --------------- | -------------------------------------- |
| FlyArystan      | مطار ألماتي الدولي، مطار آستانا الدولي |
| IrAero          | موسمي: مطار جوكوفسكي الدولي            |
| Qazaq Air       | مطار آستانا الدولي                     |
| SCAT Airlines   | مطار ألماتي الدولي، Shymkent           |
| Sunday Airlines | موسمي عارض: مطار شرم الشيخ الدولي      |
| Utair           | Tyumen                                 |